# Грейт Уз
Грейт Уз  (на английски: Great Ouse) е река в централната част на Великобритания (Централна и Източна Англия, графства: Нортхамптъншър, Бъкингамшър, Бедфордшър, Хънтингдъншър, Кеймбриджшър и Норфък), вливаща се в залива Уош на Северно море. Дължина – 230 km, площ на водосборния басейн – 8380 km².

## Географска характеристика
Река Грейт Уз води началото си на 151 m н.в., на 2 km южно от село Уопънхам, в южната част на графство Нортхамптъншър. По цялото си протежение Грейт Уз тече в широка и плитка долина през хълмистите равнини на Източна Англия със спокойно и бавно течение, малка денивелация и стотици меандри. В горното и средно течение има предимно североизточна, а в долното – северна посока. Влива се в южния ъгъл на залива Уош на Северно море, на 6 km северно то град Кингс Лин в северозападна част на графство Норфък.
Водосборният басейн на Грейт Уз обхваща площ от 8380 km². Речната ѝ мрежа е едностранно развита с по-дълги и пълноводни десни притоци и почти отсъстващи леви. На изток, юг и запад водосборният басейн на Грейт Уз граничи с водосборните басейни на реките Яр, Уейвни, Стаур, Челмър, Темза, Нен и други по-малки, вливащи се в Северно море.
Основни притоци:
- леви – Уел;
- десни – Айвел (26 km), Кам (69 km), Ларк (31 km), Литъл Уз (60 km), Уиси (50 km), Нар (24 km).

Река Грейт Уз има предимно дъждовно подхранване с почти целогодишно пълноводие, с максимум през есента и зимата и слабо изразено лятно маловодие. Среден годишен отток в устието – 11,8 m³/sec.

## Стопанско значение, селища
Грейт Уз има важно транспортно значение за Великобритания. Тя е плавателна за плиткогазещи речни съдове на 116 km от устието, до град Бедфорд.
Долината на реката е гъсто заселена, като най-големите селища са градовете: Уулвъртън, Бедфорд, Сент Нитс, Или и Кингс Лин.